# Baroque joanin

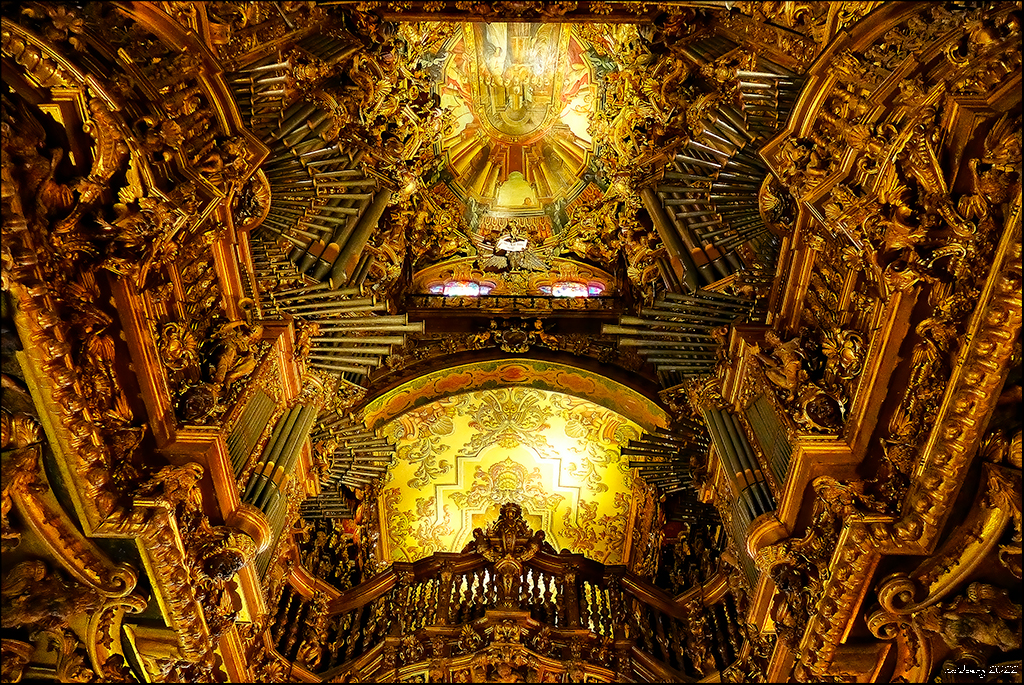
L'orgue monumental de la cathédrale de Braga, caractéristique du style joanin.

Le style baroque joanin (« barroco joanino ») est un style architectural qui s'est exprimé durant la période baroque au Portugal durant la première moitié du XVIIIe siècles, en particulier sous le règne de Jean V.
Il se caractérise notamment par une exubérance des formes, où les visages, les anges, les animaux, sont extrêmement présents. Très présent dans l'architecture, il a également marqué la sculpture, la peinture, ainsi que les arts décoratifs.

## Histoire et historiographie
Le style baroque joanin est ainsi nommé du fait de la période durant laquelle il s'est développé, soit le règne de Jean V, de 1706 à 1750. Il succède au style national portugais développé durant la fin du XVIIe siècle. L'ensemble de la période baroque portugaise, s'étendant sur au moins un siècle, est appelée localement talha dourada (pt), soit « taille dorée », du fait de l'importance exceptionnelle qu'y prend la dorure, du fait en particulier de la découverte de l'or brésilien, principalement au profit de la Couronne,.
Robert C. Smith, écrivant en 1962, fait pour sa part commencer le baroque joanin en 1729 seulement.
Les artistes ayant apporté l'influence italienne depuis Rome au Portugal sont principalement Niccoló Nasoni, Domenico Duprà, Luigi Vanvitelli et Johann Friedrich Ludwig. Ceux ayant contribué à l'avènement de cet art en s'inspirant des tendances françaises sont principalement Pierre-Antoine Quillard, Claude Laprade et Thomas Germain.

## Caractéristiques
Le baroque joanin se distingue du style national portugais qui le précède par influences baroques qu'il a subies, venues notamment d'Italie et de France. Il se caractérise notamment par l'apparition de niches ou de piédestaux destinés à accueillir des images de dévotion. On y trouve pléthore de scènes exubérantes et mouvementées, notamment des visages, des chérubins, des oiseaux, des atlantes et des motifs végétaux.
Dans le style joanin, « l’acanthe disparaît presque complètement pour faire place aux festons, aux arabesques, aux volutes et aux cartouches […] la préférence [étant] donnée au vocabulaire abstrait ». La dorure est omniprésente.
Si le style joanin est particulièrement présent en architecture, on en retrouve l'influence dans la sculpture, la peinture, et les arts décoratifs.